# Solo cose belle
Pour plus de détails, voir Fiche technique et Distribution.
Solo cose belle est une comédie dramatique italienne de Kristian Gianfreda sortie en 2019.

## Synopsis
Benedetta, une jeune fille populaire de 16 ans, est la fille du maire d'un petit village de Romagne, à l'intérieur des terres dans la province de Rimini.
Contrainte de s'adapter à un rôle social qu'elle n'aime pas et à un idéal de perfection qui la rend malheureuse, la jeune fille change de vie après avoir rencontré les membres d'une famille d'accueil de l'association communautaire du Pape Jean XXIII (it), qui se sont installés dans la ville pendant la campagne électorale houleuse pour l'élection du nouveau maire.
Le foyer collectif, qui comprend un père et une mère, un demandeur d'asile récemment débarqué, une ex-prostituée avec une petite fille, un très jeune ex-détenu, deux jeunes lourdement handicapés et un enfant naturel, bouleverse le quotidien du village où il vient de s'installer. Les villageois vont devoir s'accommoder de cette communauté de marginaux, inconnus et donc apparemment inquiétants.

## Fiche technique
- Titre original italien : Solo cose belle[1] (litt. « Que des belles choses »)
- Réalisateur : Kristian Gianfreda
- Scénario : Filippo Brambilla, Marco Brambini, Andrea Calaresi, Susanna Ciucci, Kristian Gianfreda, Matteo Lolletti et Andrea Valagussa
- Photographie : Luca Nervegna
- Montage : Corrado Iuvara
- Musique : Bevano Est (it)
- Production : Kristian Gianfreda, Lisa Tormena
- Sociétés de production : Coffeetime Film, Sunset Produzioni
- Pays de production :  Italie
- Langue originale : italien
- Format : Couleur
- Durée : 84 minutes
- Genre : Comédie dramatique
- Dates de sortie :
  - Italie : 9 mai 2019

## Distribution
- Idamaria Recati : Benedetta
- Luigi Navarra : Kevin
- Giorgio Borghetti : Stefano Corradini
- Carlo Rossi : don Alberto
- Barbara Abbondanza : Elvira
- Marco Brambini : Roberto
- Erica Zambelli : Diana
- Patrizia Bollini : Valeria
- Caterina Gramaglia : Ivana
- Riccardo Trentadue : Romualdo
- Federica Pocaterra : Giulia
- Francesco Yang : Ciccio
- Marco Berta : Marco
- Francesco Fabbri : Nino

## Production
Une grande partie du tournage a eu lieu à San Giovanni in Marignano et quelques scènes à Rimini et Verucchio. Le tournage et la réalisation ont été effectués avec la participation des familles d'accueil de l'association communautaire du Pape Jean XXIII (it).

## Exploitation
L'avant-première du film a eu lieu à Rimini le 7 décembre 2018, à l'occasion du 50e anniversaire de l'association communautaire du Pape Jean XXIII (it), en présence du président de la République Sergio Mattarella. Il a ensuite été présenté au Sénat le 7 mai 2019 et il est sorti dans les salles de cinéma le 9 mai suivant. En 2019, le film a été sélectionné à la 18e édition du festival du film de Porretta Terme (it), organisé du 6 au 14 décembre 2019, où il a remporté le prix du « Jeune jury ».